# 실종 (소설)
《실종 - 사라진 릴리를 찾아서》(영어: Chasing the Dime)는 마이클 코넬리의 2002년 범죄 소설이다. 작가의 유명 시리즈인 해리 보슈, 미키 할러 시리즈에 포함되지 않는 독립적인 작품으로, 탐정이 아닌 과학자 헨리 피어스를 주인공으로 한다. 대한민국에는 랜덤하우스코리아에서 김승욱 번역으로 출간되었다.

## 줄거리
애미디오 테크놀로지즈의 대표이자 천재 과학자인 헨리 피어스는 일에서는 성공을 거두고 있으나 실험실 생활에 묻혀 정작 주변 사람들과는 소원해진 30대 중반의 사내. 연인과의 결별로 홀로 새집으로 이사를 하게 된 헨리는 이사 첫날부터 '릴리'를 찾는 수십 통의 전화와 메시지를 받게 된다. 
단지 이 번호를 쓰던 전 주인일 거라 생각하고 크게 신경을 쓰지 않던 그는 계속된 전화를 받으며 '릴리'에 대한 호기심에 사로잡힌다. '릴리'가 성인 사이트의 에스코트라는 사실까지 알아낸 헨리는 한 번도 보지 못한 이미지의 여인으로부터 느껴지는 알 수 없는 불안 때문에 결국 그녀를 찾아 나서는데….